# 人民法院
人民法院是中华人民共和国的审判机关。人民法院与人民检察院以及公安机关、国家安全机关、司法行政机关等承担部分司法职能的行政机关统称为中华人民共和国的司法机关。
依据《中华人民共和国宪法》、《香港特别行政区基本法》和《澳门特别行政区基本法》等相關法令规定，香港特别行政区与澳门特别行政区采用独立司法体制，但其法院与内地的人民法院承担类似职能，详见香港司法机构与澳门司法机构。

## 法院系统
根据《中华人民共和国人民法院组织法》，人民法院分为最高人民法院、地方各级人民法院与军事法院、海事法院、知识产权法院、金融法院等专门人民法院。人民法院依照法律规定审判刑事案件、民事案件、行政案件以及法律规定的其他案件。
- 最高人民法院是国家最高审判机关，监督地方各级人民法院和专门人民法院的审判工作。同时设立常设派出机构巡回法庭管辖跨行政区域的案件。
- 地方各级人民法院分为三级：
  1. 高级人民法院：省、自治区和直辖市高级人民法院。
  2. 中级人民法院：省、自治区辖市的中级人民法院；在直辖市内设立的中级人民法院；自治州中级人民法院；在省、自治区内按地区设立的中级人民法院。
  3. 基层人民法院：县、自治县人民法院；不设区的市人民法院；市辖区人民法院。
- 专门人民法院：包括军事法院（中国人民解放军军事法院、战区级、正军级三级）、海事法院（不分级，相当于中级人民法院）、铁路运输法院（设中级、基层二级）、知识产权法院、互联网法院、金融法院等。

### 最高人民法院
- 中华人民共和国最高人民法院
  - 中华人民共和国最高人民法院第一巡回法庭（深圳）
  - 中华人民共和国最高人民法院第二巡回法庭（沈阳）
  - 中华人民共和国最高人民法院第三巡回法庭（南京）
  - 中华人民共和国最高人民法院第四巡回法庭（郑州）
  - 中华人民共和国最高人民法院第五巡回法庭（重庆）
  - 中华人民共和国最高人民法院第六巡回法庭（西安）
  - 第一国际商事法庭（深圳）
  - 第二国际商事法庭（西安）

### 地方各级人民法院
- 北京市
- 天津市
- 上海市
- 重庆市
- 黑龙江省
- 吉林省
- 辽宁省
- 河北省
- 河南省
- 湖北省
- 湖南省
- 甘肃省
- 青海省
- 陕西省
- 山西省
- 山东省
- 江苏省
- 浙江省
- 安徽省
- 江西省
- 福建省
- 广东省
- 海南省
- 云南省
- 贵州省
- 四川省
- 西藏自治区
- 内蒙古自治区
- 广西壮族自治区
- 宁夏回族自治区
- 新疆维吾尔自治区

### 专门人民法院

#### 海事法院
中华人民共和国的海事法院不分级，层级相当于中级人民法院，全称冠以国号。
- 中华人民共和国大连海事法院↑辽宁省高级人民法院
- 中华人民共和国天津海事法院↑天津市高级人民法院
- 中华人民共和国青岛海事法院↑山东省高级人民法院
- 中华人民共和国武汉海事法院↑湖北省高级人民法院
- 中华人民共和国上海海事法院↑上海市高级人民法院
- 中华人民共和国宁波海事法院↑浙江省高级人民法院
- 中华人民共和国厦门海事法院↑福建省高级人民法院
- 中华人民共和国广州海事法院↑广东省高级人民法院
- 中华人民共和国北海海事法院↑广西壮族自治区高级人民法院
- 中华人民共和国海口海事法院↑海南省高级人民法院
- 中华人民共和国南京海事法院↑江苏省高级人民法院

#### 铁路运输法院
中华人民共和国的铁路运输法院分铁路运输中级法院、铁路运输基层法院两级，2012年起移交给地方。除南京铁路公安处辖区相关案件由江苏省南京市鼓楼区人民法院及江苏省南京市中级人民法院管辖外，其余涉铁路案件均由对应的铁路运输基层法院、中级法院管辖。
- 北京市第四中级人民法院（北京铁路运输中级法院）↑北京市高级人民法院北京市第四中级人民法院
  - 北京市海淀区人民法院（铁路专门案件上诉于四中院，其余案件上诉于一中院）
  - 天津铁路运输法院
  - 石家庄铁路运输法院
- 太原铁路运输中级法院↑山西省高级人民法院
  - 太原铁路运输法院（山西转型综合改革示范区人民法院）
  - 大同铁路运输法院
  - 临汾铁路运输法院
- 呼和浩特铁路运输中级法院↑内蒙古自治区高级人民法院
  - 包头铁路运输法院
  - 呼和浩特铁路运输法院
- 沈阳铁路运输中级法院↑辽宁省高级人民法院
  - 沈阳铁路运输法院
  - 锦州铁路运输法院
  - 大连铁路运输法院
  - 丹东铁路运输法院
  - 通辽铁路运输法院
- 长春铁路运输中级法院↑吉林省高级人民法院[1]
  - 通化铁路运输法院
  - 长春铁路运输法院
  - 吉林铁路运输法院
  - 白城铁路运输法院
  - 延边铁路运输法院
- 哈尔滨铁路运输中级法院↑黑龙江省高级人民法院
  - 哈尔滨铁路运输法院
  - 牡丹江铁路运输法院
  - 海拉尔铁路运输法院
  - 佳木斯铁路运输法院
  - 齐齐哈尔铁路运输法院
- 上海市第三中级人民法院（上海铁路运输中级法院）↑上海市高级人民法院
  - 上海铁路运输法院
  - 合肥铁路运输法院
  - 杭州铁路运输法院
  - 徐州铁路运输法院
- （江苏省南京市中级人民法院）↑江苏省高级人民法院
  - （南京市鼓楼区人民法院）
- 南昌铁路运输中级法院↑江西省高级人民法院
  - 南昌铁路运输法院
  - 福州铁路运输法院
- 济南铁路运输中级法院↑山东省高级人民法院
  - 济南铁路运输法院
  - 青岛铁路运输法院
- 郑州铁路运输中级法院↑河南省高级人民法院
  - 郑州铁路运输法院（页面存档备份，存于）
  - 洛阳铁路运输法院
- 武汉铁路运输中级法院↑湖北省高级人民法院
  - 武汉铁路运输法院
  - 襄阳铁路运输法院
- 西安铁路运输中级法院↑陕西省高级人民法院
  - 西安铁路运输法院
  - 安康铁路运输法院
- 广州铁路运输中级法院↑广东省高级人民法院
  - 广州铁路运输法院
  - 长沙铁路运输法院
  - 怀化铁路运输法院
  - 衡阳铁路运输法院
- 南宁铁路运输中级法院↑广西壮族自治区高级人民法院
  - 柳州铁路运输法院
  - 南宁铁路运输法院
- 成都铁路运输中级法院↑四川省高级人民法院
  - 成都铁路运输法院
  - 重庆两江新区人民法院（重庆自由贸易试验区人民法院，上诉于重庆一中院）
  - 贵阳铁路运输法院
  - 成都铁路运输第二法院（原西昌铁路运输法院）
- 昆明铁路运输中级法院↑云南省高级人民法院
  - 昆明铁路运输法院
  - 开远铁路运输法院
- 兰州铁路运输中级法院↑甘肃省高级人民法院
  - 兰州铁路运输法院
  - 武威铁路运输法院
  - 西宁铁路运输法院
  - 银川铁路运输法院
- 乌鲁木齐铁路运输中级法院↑新疆维吾尔自治区高级人民法院
  - 乌鲁木齐铁路运输法院
  - 库尔勒铁路运输法院
  - 哈密铁路运输法院

#### 林区法院
中华人民共和国的林区法院分林区中级法院、林区基层法院两级。全国现有林区中级法院3个、林区基层法院11个。
- 吉林省长春林区中级法院↑吉林省高级人民法院
  - 吉林省临江林区基层法院
  - 吉林省白石山林区基层法院
  - 吉林省红石林区基层法院
  - 吉林省抚松林区基层法院
  - 吉林省江源林区基层法院
  - 吉林省红石林区基层法院
  - 吉林省白石山林区基层法院
- 黑龙江省林区中级法院↑黑龙江省高级人民法院
- 甘肃省林区中级法院↑甘肃省高级人民法院
  - 甘肃省卓尼林区基层法院
  - 甘肃省文县林区基层法院
  - 甘肃省迭部林区基层法院
  - 甘肃省舟曲林区基层法院

#### 农垦法院
中华人民共和国的农垦法院分农垦中级法院、农垦基层法院两级。全国现有农垦中级法院1个、农垦基层法院0个。（原黑龙江省农垦基层法院已改制。）
- 黑龙江省农垦中级法院 ↑黑龙江省高级人民法院

#### 矿区法院
中华人民共和国现有矿区中级法院1个，即甘肃矿区人民法院。2017年7月1日起，该法院改制为专门审理环境资源类案件的法院，其原辖区内的案件移交甘肃省嘉峪关市中级人民法院。

#### 知识产权法院
2014年8月31日，全国人大常委会通过决定，在北京、上海、广州三地设立知识产权法院，“管辖有关专利、植物新品种、集成电路布图设计、技术秘密等专业技术性较强的第一审知识产权民事和行政案件”。知识产权法院第一审判决、裁定的上诉案件，由知识产权法院所在地的高级人民法院审理。
- 北京知识产权法院↑北京市高级人民法院
- 上海知识产权法院↑上海市高级人民法院
- 廣州知识产权法院↑广东省高级人民法院

#### 联网法院
- 杭州互联网法院↑浙江省杭州市中级人民法院
- 北京互联网法院↑北京市第四中级人民法院
- 广州互联网法院↑广东省广州市中级人民法院
- 成都互联网法庭（成都铁路运输第一法院）
- 长春互联网法庭（吉林省长春新区人民法院）
- 苏州互联网法庭（江苏省苏州市虎丘区人民法院）

#### 金融法院

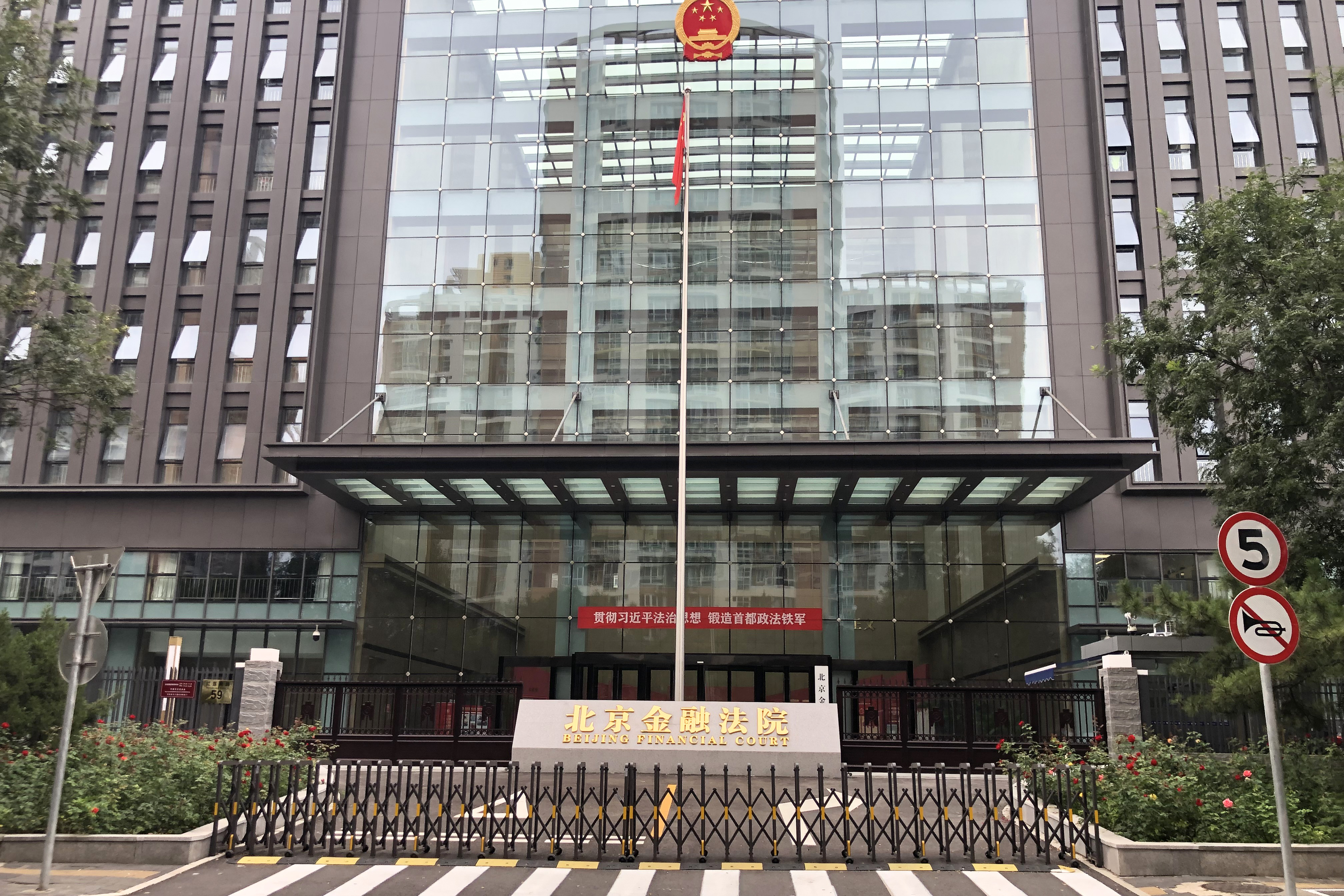
北京金融法院

- 上海金融法院
- 北京金融法院
- 成渝金融法院

## 组织架构
各级各类人民法院内部设立以下审判组织：
- 合议庭或独任法官
- 审判委员会

根据《中国共产党章程》、《中国共产党党和国家机关基层组织工作条例》等规定，从中央到县级地方各级党委设立了中国共产党党委政法委员会，实施对审判、检察和公安机关的领导。各级法院依此设立了党委，根据《党章》的规定，服从同级政法委、党委及上级党委的领导。

## 人事制度
法官是国家审判人员，由选举制和委任制相结合产生。最高人民法院院长由全国人大选举和罢免。地方法院由地方人大选举和罢免。其他的审判人员采取委任制。

### 法官等级
当前中华人民共和国的法官分为12级，最高人民法院院长是首席大法官，其他依次为大法官、高级法官和法官。根据《中华人民共和国法官法》和《国家司法考试实施办法》的规定，没有通过司法资格考试并取得法官资格者，不得出任法官。
根据《中华人民共和国法官等级暂行规定》第五条，法官等级分为四等十二级：
1. 首席大法官；
2. 大法官：一级、二级；
3. 高级法官：一级、二级、三级、四级；
4. 法官：一级、二级、三级、四级、五级。

### 公务员职级
1982年11月10日，中共中央政法委、中央组织部、劳动人事部、财政部在《关于公安、检察、法院、司法行政系统编制和经费若干问题的联合通知》（政法〔1982〕7号）中明确，“将全国各级公安、检察、法院、司法行政系统编制单列，实行统一领导，中央和省、市、自治区分级管理”。1983年，国家安全机关人民警察从公安机关分出。至此，人民法院、人民检察院、公安机关、国家安全机关、司法行政机关的公务员均使用政法专项编制。
2011年，中共中央组织部、最高人民法院、最高人民检察院印发《法官职务序列设置暂行规定》（中组发〔2011〕18号）、《检察官职务序列设置暂行规定》（中组发〔2011〕19号），明确法官、检察官单独职务序列与综合管理类公务员职务层次的对应关系为：
- 法官等级：二级大法官（省部级副职），一级高级法官（厅局级正职），二级高级法官（厅局级副职），三级高级法官（县处级正职），四级高级法官（县处级副职），一级法官（乡科级正职），二级、三级法官（乡科级副职），四级、五级法官（科员）；
- 检察官等级：二级大检察官（省部级副职），一级高级检察官（厅局级正职），二级高级检察官（厅局级副职），三级高级检察官（县处级正职），四级高级检察官（县处级副职），一级检察官（乡科级正职），二级、三级检察官（乡科级副职），四级、五级检察官（科员）。

但上述规定印发后，由于由于按照该规定确定的法官（检察官）等级会低于2011年以前部分法官（检察官）已评定的等级等原因，在一段时间内未能贯彻落实。2015年，中央组织部等部门相继印发《关于地方各级人民法院、人民检察院实施中组发〔2011〕18、19号文件有关问题的答复意见》（组通字〔2015〕10号）、《关于法官、检察官单独职务序列改革试点方案》，规定员额法官、员额检察官实行单独职务序列，法官等级、检察官等级与行政级别完全脱钩。
2016年，最高人民法院、最高人民检察院、中共中央组织部《法官助理、检察官助理和书记员职务序列改革试点方案》（组通字〔2016〕36号）规定，法官助理、检察官助理等级对应关系为：
- 法官助理等级：一级法官助理（正处级）、二级法官助理（副处级）、三级法官助理（正科级）、四级法官助理（副科级）、五级法官助理（科员）；
- 检察官助理等级：一级检察官助理（正处级）、二级检察官助理（副处级）、三级检察官助理（正科级）、四级检察官助理（副科级）、五级检察官助理（科员）[8]。

2019年5月，中央组织部、最高法、最高检印发《关于法官助理、检察官助理、书记员职级设置管理的通知》，明确检察官助理职级由特级检察官助理至五级检察官助理，与综合管理类公务员二级巡视员至一级科员一一对应，书记员职级由一级高级书记员至六级书记员，与综合管理类公务员一级调研员至二级科员一一对应。职务与职级并行改革后，法院、检察院的行政人员按照综合管理类公务员管理，法官助理、检察官助理、书记员的职级职数可以与本院其他相应层次综合管理类公务员的职级职数按照各自比例统筹核算和使用。改革后，现行对应关系为：
- 法官助理等级：特级法官助理（副厅级），一级高级、二级高级法官助理（正处级），三级高级、四级高级法官助理（副处级），一级、二级法官助理（正科级），三级、四级法官助理（副科级）、五级法官助理（科员）；
- 检察官助理等级：特级检察官助理（副厅级），一级高级、二级高级检察官助理（正处级），三级高级、四级高级检察官助理（副处级），一级、二级检察官助理（正科级），三级、四级检察官助理（副科级）、五级检察官助理（科员）[9]。

| 对应 综合管理类 职级 | 人民警察 执法勤务警员 | 人民警察 警务技术警员 | 法官 单独职务序列 | 检察官 单独职务序列 | 法官助理         | 检察官助理         | 书记员         | 对应 领导职务 层次 |
| -------------------- | --------------------- | --------------------- | ----------------- | ------------------- | ---------------- | ------------------ | -------------- | ------------------ |
| 未设置               | 未设置                | 未设置                | 二级大法官        | 二级大检察官        | 未设置           | 未设置             | 未设置         | 省部级副职         |
| 一级巡视员           | 一级警务专员          | 警务技术 一级总监     | 一级高级法官      | 一级高级检察官      | 未设置           | 未设置             | 未设置         | 厅局级正职         |
| 二级巡视员           | 二级警务专员          | 警务技术 二级总监     | 二级高级法官      | 二级高级检察官      | 特级法官助理     | 特级检察官助理     | 未设置         | 厅局级副职         |
| 一级调研员           | 一级高级警长          | 警务技术 一级主任     | 三级高级法官      | 三级高级检察官      | 一级高级法官助理 | 一级高级检察官助理 | 一级高级书记员 | 县处级正职         |
| 二级调研员           | 二级高级警长          | 警务技术 二级主任     | 三级高级法官      | 三级高级检察官      | 二级高级法官助理 | 二级高级检察官助理 | 二级高级书记员 | 县处级正职         |
| 三级调研员           | 三级高级警长          | 警务技术 三级主任     | 四级高级法官      | 四级高级检察官      | 三级高级法官助理 | 三级高级检察官助理 | 三级高级书记员 | 县处级副职         |
| 四级调研员           | 四级高级警长          | 警务技术 四级主任     | 四级高级法官      | 四级高级检察官      | 四级高级法官助理 | 四级高级检察官助理 | 四级高级书记员 | 县处级副职         |
| 一级主任科员         | 一级警长              | 警务技术 一级主管     | 一级法官          | 一级检察官          | 一级法官助理     | 一级检察官助理     | 一级书记员     | 乡科级正职         |
| 二级主任科员         | 二级警长              | 警务技术 二级主管     | 一级法官          | 一级检察官          | 二级法官助理     | 二级检察官助理     | 二级书记员     | 乡科级正职         |
| 三级主任科员         | 三级警长              | 警务技术 三级主管     | 二级法官          | 二级检察官          | 三级法官助理     | 三级检察官助理     | 三级书记员     | 乡科级副职         |
| 四级主任科员         | 四级警长              | 警务技术 四级主管     | 三级法官          | 三级检察官          | 四级法官助理     | 四级检察官助理     | 四级书记员     | 乡科级副职         |
| 一级科员             | 一级警员              | 警务技术员            | 四级法官          | 四级检察官          | 五级法官助理     | 五级检察官助理     | 五级书记员     |                    |
| 一级科员             | 一级警员              | 警务技术员            | 五级法官          | 五级检察官          | 五级法官助理     | 五级检察官助理     | 五级书记员     |                    |
| 二级科员             | 二级警员              | 未设置                | 未设置            | 未设置              | 未设置           | 未设置             | 六级书记员     |                    |

1. ↑  属行政执法类公务员。
2. ↑  属专业技术类公务员。
3. 1 2  关于“单独职务序列”：
  - 《中华人民共和国公务员法释义》指出，“（由于）我国已经制定了法官法和检察官法……对法官、检察官不作职位分类上的调整”。因此，法官、检察官单独职务序列是独立于法律明定的综合管理类、行政执法类、专业技术类以外的单独类别公务员[10]。
  - 另外，此表所列法官等级、检察官等级与行政级别的对应关系，只反映2016年时各级法院、检察院司法改革时由行政级别套改为单独职务序列时的对应关系[6]。根据司法改革的相关规定，改革后，法官、检察官入额后的单独职务序列与公务员的行政职务序列没有一一对应关系[7]。
4. 1 2 3  法院、检察院人员分为员额法官（员额检察官）类、法官助理（检察官助理）与书记员类、综合管理类、司法警察执法勤务警员类四个序列。使用政法专项编制、已经进行公务员登记的法官助理、检察官助理、书记员，虽不属于综合管理类公务员，但原则上也按照综合管理类公务员进行管理[9]。（注：聘用制法官助理、聘用制检察官助理、聘用制书记员不属于国家公务员，不适用此表）
5. ↑  《人民法院书记员管理办法》第十五条规定，“各级人民法院书记员的最高职级配备为：最高人民法院书记员的职级最高配备为正处级。高级人民法院书记员的职级最高配备为副处级。中级人民法院书记员的职级最高配备为正科级。基层人民法院书记员的职级最高配备为副科级。直辖市、副省级城市的中级人民法院和基层人民法院部分书记员的职级配备可以略高于本条第四、五款的规定。”

### 人民陪审员制度
根据《中华人民共和国人民陪审员法》，部分审判实施人民陪审员制度，由人民陪审员与法官一同参与审判。